# Alectona sarai
Alectona sarai är en svampdjursart som beskrevs av Calcinai, Cerrano, Iwasaki och Bavestrello 2008. Alectona sarai ingår i släktet Alectona och familjen Alectonidae. Inga underarter finns listade i Catalogue of Life.